# 大阪市立高倉中学校
大阪市立高倉中学校（おおさかしりつ たかくらちゅうがっこう）は、大阪府大阪市都島区にある公立中学校。
学制改革と同時に創立した中学校である。創立当初は都島区全域を校区としていたが、翌1948年には都島第二中学校（現在の大阪市立桜宮中学校）を分離している。
1980年代には校区内に大規模団地ができ、生徒数が急増したために、団地を校区とした大阪市立友渕中学校を1984年に分離した。

## 沿革
- 1947年4月1日 - 大阪市立都島第一中学校として開校。当初は大阪市立淀川小学校内に仮校舎を設置。
- 1948年4月1日 - 大阪市立都島第二中学校（現：大阪市立桜宮中学校）を分離。
- 1949年5月1日 - 大阪市立高倉中学校と改称。
- 1949年8月 - 現在地に独立校舎竣工、移転。
- 1950年9月3日 - ジェーン台風で被災し、校舎使用不能に。復旧までの一時期、大阪市立都島工業高等学校など2ヶ所に仮校舎を設置。
- 1959年4月1日 - 大阪市立淀川中学校を分離。
- 1984年4月1日 - 大阪市立友渕中学校を分離。
- 1987年11月6日 - パソコン教室完成
- 1993年7月15日 - 体育館兼プール竣工
- 1998年3月10日 - LL教室完成
- 2004年3月23日 - 武道場竣工

## 通学区域
- 大阪市立高倉小学校と大阪市立内代小学校の通学区域。

## 出身者
- 白川悟実 - お笑いタレント（テンダラー）
- 梶原雄太 - お笑いタレント（キングコング）
- SUZUKA - アーティスト・パフォーマー（新しい学校のリーダーズ）

## 交通・アクセス方法
- 大阪メトロ谷町線野江内代駅より北西へ約900m
- 大阪メトロ谷町線都島駅より北東へ約1km
- 大阪シティバス・内代町バス停および高倉町1丁目バス停